# 大兴镇 (松桃苗族自治县)
大兴镇，是中国贵州省铜仁地区松桃苗族自治县下辖的一个乡镇级行政单位。

## 行政区划
大兴镇共辖以下地区：
大兴社区、星光村、白岩村、河界营村、高岩村、银岩村、婆洞村、中茶村。